# اروس (مفهوم)

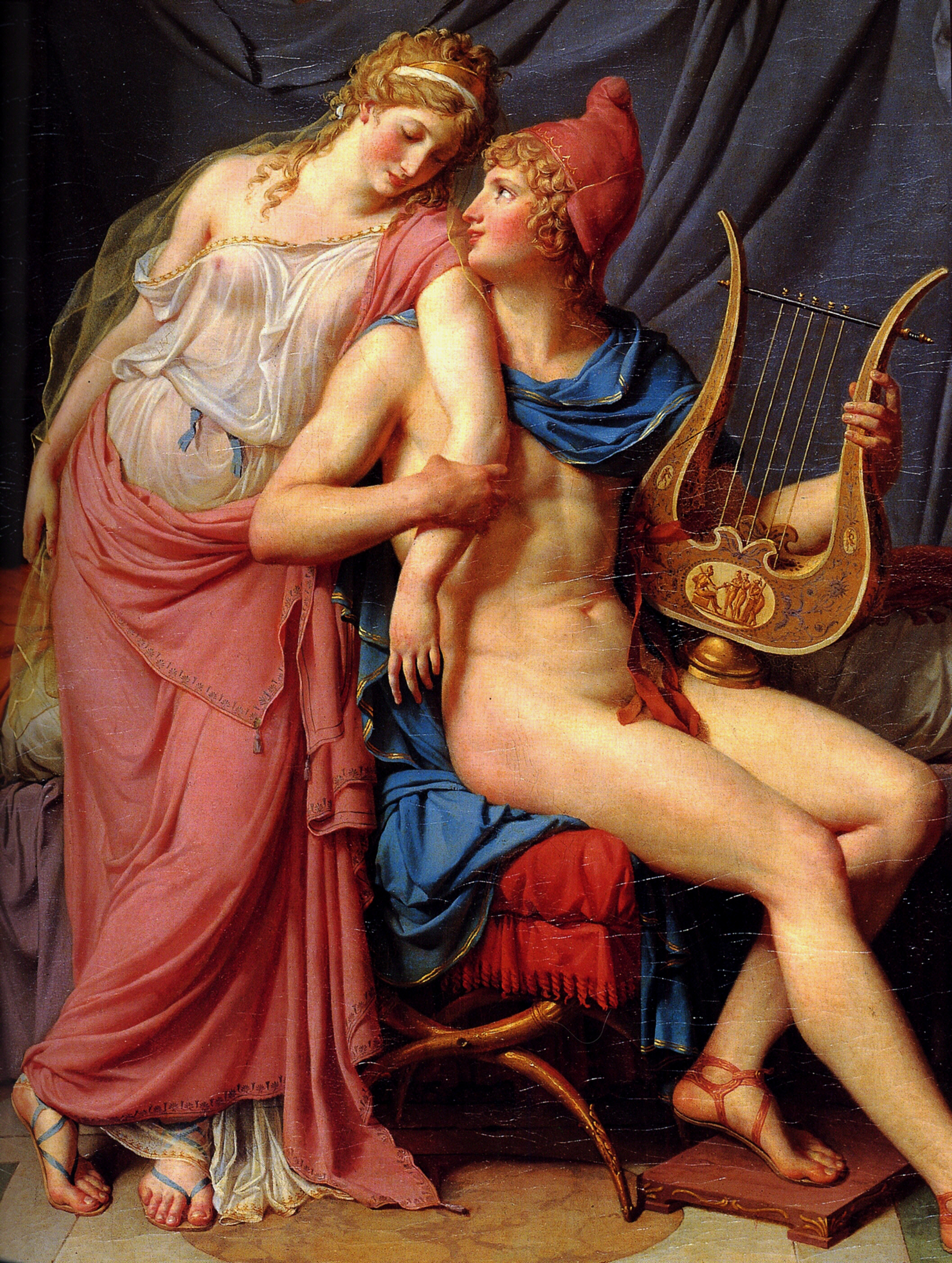
عشق هلن و پاریس اثر ژاک لوئیس دیوید (۱۷۸۸)

اِروس (‎/ˈɪərɒs/‎ , US: ‎/ˈɛrɒs, irɒs, -oʊs/‎ ; از یونانی باستان  ἔρως (érōs) «love, desire») مفهومی در فلسفه یونان باستان است که به عشق شهوانی یا پرشور اشاره دارد، که اصطلاح اروتیک از این ریشه مشتق شده‌است. اروس همچنین در فلسفه و روان‌شناسی به معانی بسیار گسترده‌تر، تقریباً معادل «انرژی زندگی» استفاده شده‌است. سی اس لوئیس، فیلسوف پروتستان، آن را در کنار استورج، فیلیا و آگاپه، به عنوان یکی از چهار واژه یونانی برای عشق در مسیحیت می‌داند.

## در ادبیات

### روایت کلاسیک یونان
در دنیای کلاسیک، عشق اروتیک به‌طور کلی به عنوان نوعی جنون یا شیدایی (theia mania) که از سوی خدایان الهام شده، شناخته می‌شد.این اشتیاق عاشقانه از طریق یک طرح‌واره استعاری و اسطوره‌ای پیچیده شامل «تیرهای عشق» یا «کمان عشق» توصیف می‌شد که منشأ آن غالباً به شخصیت الهه اروس (یا همتای لاتین او، کوپیدو)، یا خدای دیگری مانند فِمه می‌رسید. گاهی اوقات گفته می‌شد که سرچشمهٔ تیرها، خودِ تصویر زیبای آن عشق است. اگر قرار بود این تیرها به چشمان عاشق برسد، منحرف می‌شد و قلب عاشق را سوراخ یا زخم می‌کرد و آن را غرق میل و اشتیاق (جنون عشق) می‌گرداند. از تصویر «زخم تیر» گاهی برای ایجاد استعارات عنادیه و برابر نهادهای بلاغی در مورد لذت و درد استفاده می‌شد.
" عشق در نگاه اول " به عنوان فریب ناگهانی و فوری عاشق از طریق عمل این فرایندها توضیح داده می‌شد، اما این تنها شیوهٔ آغاز عشقی پرشور در متون کلاسیک یونان نبود. گاهی اوقات این اشتیاق ممکن است پس از ملاقات اولیه رخ دهد. به عنوان مثال، در نامه فدرا به هیپولیتوس در کتاب هروئیدس اثر اووید آمده: "آن زمان که به الئوسیس رفتم… (گرچه قبلاً مرا خشنود کرده بودی) بیش از همه آن هنگام بود که عشق نافذ در عمیق‌ترین استخوان‌های من فرو نشست." گاهی اوقات، این اشتیاق حتی می‌توانست پیش از اولین نگاه اجمالی باشد، مانند نامه پاریس به هلن تروآیی در همان اثر، جایی که پاریس می‌گوید که عشقش به هلن قبل از این که به او چشم دوخته باشد، به او وارد شد: «... قبل از اینکه تو برای من شناخته شوی آرزوی قلبی من بودی. من شمایل تو را با روحم دیدم، پیش از آن که تو را با چشمانم دیده باشم. وصفی که از تو شنیدم، نخستین زخم را بر قلب من زد.»
به گفته نویسندگان کلاسیک، چه از طریق «نگاه اول» و چه از راه‌های دیگر، عشق پرشور اغلب نتایج فاجعه باری به همراه داشت. در صورت ظلم یا بی‌علاقگی معشوقه، این میل باعث افسردگی عاشق می‌شد و باعث نالیدن و بیماری او می‌شد. گهگاهی، به دلیل زیبایی والای معشوقه، او ناخواسته به دام عاشق گرفتار می‌آمد و به‌طور مثال، عاشق به او تجاوز می‌کرد زیرا برای این زیبایی او یک «نفرین الهی» متصور می‌شدند. داستان‌هایی هست که در آن مردان ناخواسته بدن برهنه آرتمیس (و گاهی آفرودیت) را می‌بینند که منجر به ویرانی‌های مشابهی می‌شود (مانند داستان آکتئون).
اسناد مکتوب کمی در یونان باستان وجود دارد که دربارهٔ زندگی و عشق زنان باشد. با این وجود، برخی از مورخان پیشنهاد کرده‌اند که زنان ممکن است بیشتر از آنچه قبلاً تصور می‌شد مورد عشق قرار گرفته‌اند و عشق مردان به زنان ممکن است یک ایده‌آل بوده باشد. در آتن باستان روابط زناشویی انسان‌ها در قالب شخصیت‌هایی مانند دولتمرد برجسته یونانی، آلکیبیادس، بیان می‌شود. یکی دیگر از روابط معروف بین یک مرد و یک زن در آتن باستان، روابط عاشقانه آسپاسیا با پریکلس، سیاستمدار برجسته شهر، بود. در اسپارت، موقعیت اجتماعی زنان قوی‌تر بود و آیین‌های زناشویی رسمیت داشتند. تدارک مفصلی برای شب زفاف می‌دیدند، در حالی که مرد در مراسمی نمادین باید همسر آینده خود را قبل از مراسم رسمی می‌ربود، زن موهایش را کوتاه می‌کرد و لباس پسرانه می‌پوشید. نتیجه ایده‌آل اِروس و زناشویی در اسپارت، تولد یک پسر سالم بود.
در سمپوزیوم اثر افلاطون، آریستوفان اسطوره ای از منشأ عشق دگرجنسگرا و همجنسگرا را بازگو می‌کند. اروس پیدیکوس یا آموزش تربیتی ظاهراً از ۲۰۰ سال قبل از افلاطون شناخته شده بود. طبق گفته آریستوفان، در اصل، قبل از اینکه زئوس تصمیم گرفت هر فرد را به دو نیم کند، هر انسان دو سر، چهار دست و چهار پا داشت. بعد از این که همه دو نیم شدند، هر نیمه به دنبال نیمه دیگر خود بود تا دوباره کامل شود. برخی از مردم، در اصل نیمه مرد و نیمه زن بودند و زمانی که زئوس آن‌ها را از هم جدا کرد مردان و زنانی شدند که به دنبال شریک جنسی از جنس مخالف خود بودند. برخی از مردم هم در اصل کاملاً زن بودند و به زنانی تقسیم شدند که به دنبال شریک زن می‌گشتند. برخی کاملاً مذکر بودند و به مردانی تقسیم شدند که به دنبال شریک مرد خود بودند.

### افلاطون
افلاطون، فیلسوف یونان باستان، مفهوم ایده آلیستی اروس را توسعه داد که در دوران مدرن بسیار تأثیرگذار بود. به‌طور کلی افلاطون جاذبه و زیبایی فیزیکی را جزء ضروری اروس نمی‌دانست. به عقیده او، اروس را می‌توان به فلسفه (شامل آموزش ریاضی، اخلاق و زُهد) مرتبط کرد به جای این که صرفاً در تمایلات جنسی نمود یابد. اینچنین می‌توان از انرژی اروتیک به عنوان وسیله‌ای برای دگرگونی آگاهی و اتحاد الهی استفاده شود. در سمپوزیوم، اروس به عنوان نیرویی جهانی توصیف شده‌است که همه چیز را به سمت صلح، کمال و الوهیت حرکت می‌دهد. اروس خود یک «دایمون» است، یعنی موجودی بین الوهیت و فنا.
" عشق افلاطونی " با چنین پیشینه فکری ایجاد شد تا اِروس را از یک مفهوم جنسیت‌زده به یک مفهوم ایده‌آل‌گرایانه بدل کند. افلاطون در آنجا استدلال می‌کند که اروس در ابتدا برای یک شخص احساس می‌شود، اما با تفکر می‌تواند به قدردانی از زیبایی درون آن شخص یا حتی قدردانی از خودِ زیبایی به معنای ایده‌آلش تبدیل شود. آن گونه که افلاطون می‌گوید، اروس می‌تواند به روح کمک کند تا زیبایی را در شکل خالص آن "به یاد بیاورد". افلاطون بدین طریق نتیجه می‌گیرد که که اروس می‌تواند به درک حقیقت واقعی کمک کند.
اروس در مفهومی که افلاطون تعریف کرد، با آنچه این کلمه در یونانِ آن روزگار مصطلح بود، تفاوت زیادی داشت. همچنین با معنای این کلمه در ادبیات و شعر معاصر تفاوت داشت. از نظر افلاطون، اروس نه صرفاً عشقی انسانی است و نه صرفاً عشق الهی: چیزی حد واسط این دو است که او آن را دایمون می‌نامد.

### ادبیات اروپا

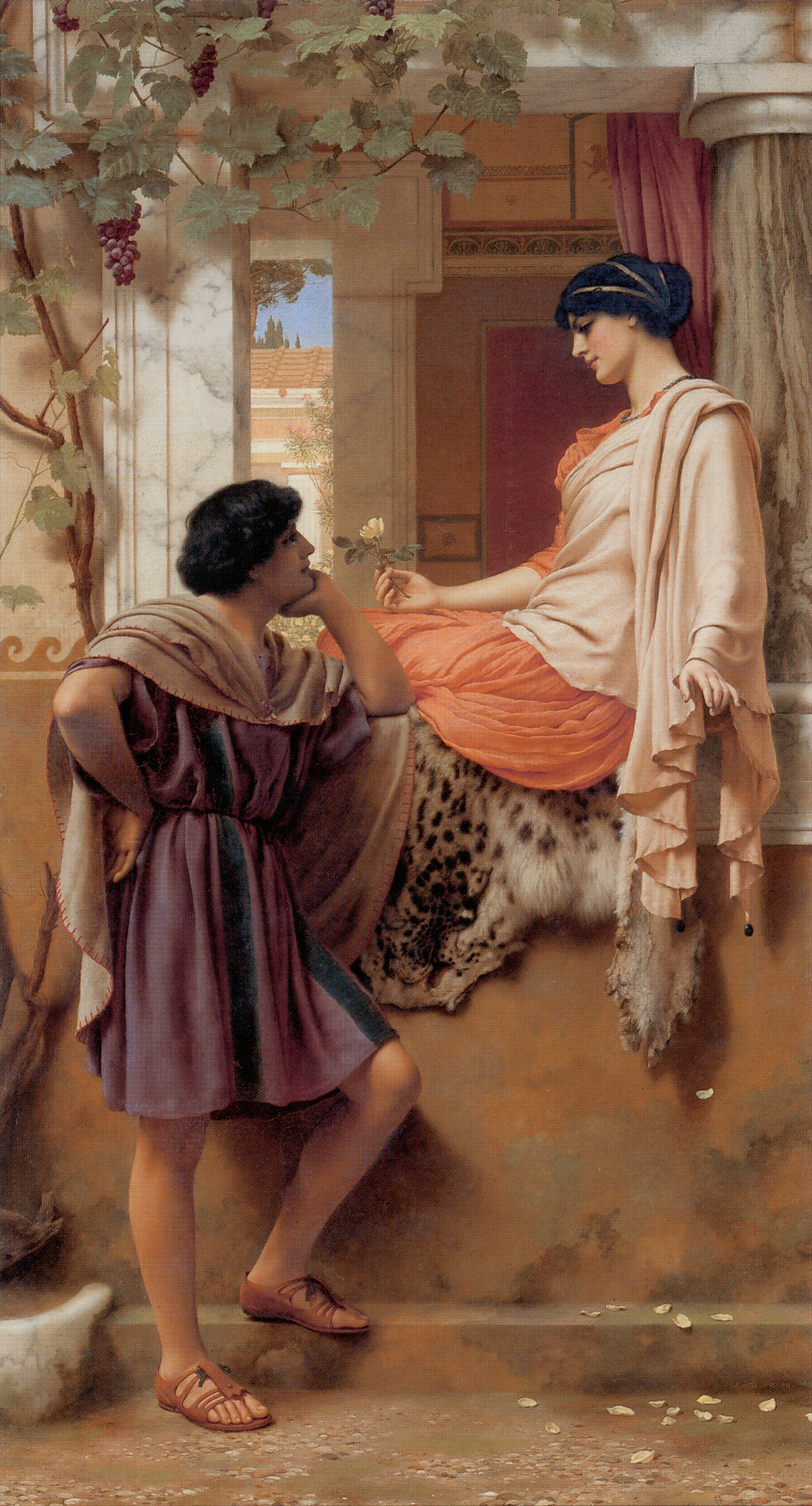
داستان اون قدیم قدیم‌ها اثر جان ویلیام گادوارد، ۱۹۰۳

در دوره قرون وسطی مفهوم کلاسیک تیرهای عشق توسط شاعران تروبادور در پروونس توسعه یافت و بخشی از سنت عشق درباری اروپایی شد. نقش چشمان زن در برانگیختن میل شهوانی مردان مورد تأکید قرار گرفت.
در برخی از متون قرون وسطی، نگاه یک زن زیبا با دیدن یک باسیلیسک (ماری که می‌توانست در یک نگاه آدمی را بکشد) مقایسه می‌شد.
این تصاویر همچنان در ادبیات و شمایل نگاری دوره‌های رنسانس و باروک تکرار می‌شد. به عنوان مثال، بوکاچیو، در اثرش به نام Il Filostrato، سنت تیر کوپیدو را با چاشنی پرووانسی که بر چشمان تأکید داشتند، در هم می‌آمیزد: «و مگر نه او (ترویلوس) که اندکی پیش از آن بسیار خردمند بود… عشق را با تیرهایش درک نکرد. در میان پرتوهای آن چشمان دوست داشتنی قرار گرفت… و به تیری که به سمت قلبش می‌شتابید توجه نکرد.»

### آموزه‌های کاتولیک رومی
در سنت یهودی باستان، آگوستین قدیس، و بوناونتورا و آموزه‌های زناشویی کاتولیک رومی ردپای تأثیر اروس قابل توجه است. پاپ بندیکت شانزدهم در اولین بخشنامه خود، Deus caritas est، سه مورد از چهار اصطلاح رابطه یونانی را مورد بحث قرار می‌دهد: اروس، فیلیا و آگاپه، و تضادهایی که بین آنها وجود دارد. از نظر بندیکت، در آگاپه فرد برای عشقش از خود می‌گذرد. در اروس، فرد عاشق به دنبال یافتن خود در دیگری است و فیلیا عشق متقابل بین دوستان است. او توضیح می‌دهد که اروس و آگاپه هر دو ذاتاً خوب هستند، اما اگر اروس با عنصر مسیحیت معنوی همراستا نباشد، این خطر وجود دارد که صرفاً به یک شهوت جنسی نزول یابد. این دایره‌اللغات استدلال می‌کند که اروس و آگاپه انواع متمایز عشق نیستند، بلکه نیمه‌های جداگانه‌ای از عشق کامل هستند که به‌عنوان داد و ستد عشق یگانه می‌شوند.

## روانشناسان مدرن

### فروید
در روان‌شناسی فرویدی، اروس، که نباید با لیبیدو اشتباه گرفته شود، منحصراً میل جنسی نیست، بلکه نیروی زندگی ماست، یعنی اراده برای زندگی است. این میل به ایجاد زندگی است و به بهره‌وری و ساخت و ساز کمک می‌کند. در نوشته‌های روانکاوانه اولیه، غرایز اروس با نیروهای ایگو مخالفت می‌کردند. اما در نظریه روانکاوی متأخر، اروس با غریزه مرگ مخرب تاناتوس (غریزه مرگ یا انگیزه مرگ) مخالفت می‌کند.
فروید در مقاله ۱۹۲۵ خود «مقاومت‌ها در برابر روانکاوی» توضیح می‌دهد که مفهوم روانکاوانه انرژی جنسی بیشتر با دیدگاه افلاطونی اروس، همان‌طور که در سمپوزیوم بیان شده‌است، مطابقت دارد تا با استفاده رایج از این کلمه به چم «سکس»، که عمدتاً به فعالیت تناسلی مربوط می‌شود. او همچنین از شوپنهاور فیلسوف به عنوان تأثیرگذار یاد می‌کند و از منتقدانش شکوه می‌کند که چرا چنین پیش‌مایه‌های بزرگی را نادیده می‌گیرند و کل نظریه اروس را با گرایش همه‌جنس‌گرایانه یکی کرده‌اند. او در نهایت می‌نویسد که نظریه او به‌طور طبیعی این سوء تفاهم جمعی را به عنوان یک مقاومت قابل پیش‌بینی در برابر تصدیق فعالیت جنسی در دوران کودکی توضیح می‌دهد.
با این حال، F. M. Cornford دیدگاه‌های افلاطون و زیگموند فروید را در رابطه با اروس «کاملاً متضاد» می‌یابد. در افلاطون، اروس در ابتدا یک انرژی معنوی است که سپس «سقوط» می‌کند. در حالی که در فروید اروس یک انرژی فیزیکی است که به سمت بالا «صعود» می‌کند.
هربرت مارکوزه، فیلسوف و جامعه‌شناس، مفهوم فرویدی اروس را برای اثر بسیار تأثیرگذار خود در سال ۱۹۵۵ اروس و تمدن به کار گرفت.

### یونگ
در روان‌شناسی تحلیلی کارل یونگ، همتای اروس، لوگوس است، یک اصطلاح یونانی برای اصل عقلانیت. یونگ لوگوس را یک اصل مردانه می‌داند در حالی که اروس یک اصل زنانه است. به قول یونگ:
روان‌شناسی زن بر اساس اصل اروس، پیوند دهنده و شل کننده بزرگ استوار است، در حالی که از زمان‌های قدیم، اصل حاکم بر مرد، لوگوس است. مفهوم اروس را می‌توان با اصطلاحات مدرن به‌عنوان ارتباط روانی و مفهوم لوگوس را به عنوان علاقه عینی بیان کرد.
این جنسیت اروس و لوگوس نتیجه نظریه یونگ در مورد انیما/آنیموس سیزیژی روان انسان است. سیزیژی به شکاف بین مرد و زن اشاره دارد. به عقیده یونگ، این شکاف در ضمیر ناخودآگاه با استفاده از عناصر «جنسیتی مخالف» به نام آنیما (در مردان) و آنیموس (در زنان) خلاصه می‌شود؛ بنابراین مردان یک اصل زنانه ناخودآگاه دارند، «آنیما»، که با اروس زنانه مشخص می‌شود. کار تشخص برای مردان شامل آگاه شدن از آنیما و یادگیری پذیرش آن به عنوان مال خود است که مستلزم پذیرش اروس است. این برای دیدن فراتر از فرافکنی‌هایی که در ابتدا خود آگاه را کور می‌کند، ضروری است. «پس گرفتن فرافکنی ها» یک وظیفه اصلی در کار فردیت است که شامل مالکیت و ذهنیت بخشیدن به نیروهای ناخودآگاهی است که در ابتدا بیگانه تلقی می‌شوند.
در اصل، مفهوم یونگ از اروس بی شباهت به مفهوم افلاطونی نیست. اروس در نهایت میل به یکپارچگی است، و اگرچه ممکن است در ابتدا به شکل عشقی پرشور نمود یابد، اما در حقیقت بیشتر مایل به «وابستگی روانی»، میل به ارتباط متقابل و تعامل با دیگر موجودات ذی‌شعور است. با این حال، یونگ با چنین تعریفی ناسازگار بود، و گاهی اوقات از کلمه «اروس» به صورت مختصر برای تعیین تمایلات جنسی استفاده می‌کرد.